# La Putain respectueuse (film)
Pour les articles homonymes, voir La Putain respectueuse (homonymie).
Pour plus de détails, voir Fiche technique et Distribution.
La Putain respectueuse est un film français de Charles Brabant et Marcello Pagliero réalisé en 1952. C'est une adaptation de la pièce de théâtre La Putain respectueuse de Jean-Paul Sartre.

## Synopsis
Lizzie, une entraîneuse qui rejoint le Tennessee où elle a un contrat, vient s'asseoir dans un wagon destiné aux noirs, pour échapper au harcèlement de Teddy, un blanc importun et alcoolisé. Celui-ci la voit, la rejoint avec son cousin Fred et l'agresse de nouveau. Deux passagers noirs s'interposent et lui demandent de rejoindre le wagon des blancs. Dans la bagarre qui éclate, un noir est projeté par terre et meurt en tombant sur la tête. Le blanc qui l'a agressé est le neveu du sénateur Clark. Un juge, les policiers, le fils du sénateur  essayent de faire dire à Lizzie par tous les moyens que Sidney, le second noir, tentait de la violer, mais elle refuse : elle « n'aime pas les nègres », mais refuse de mentir. 
Le sénateur est plus subtil, et devant la statue de George Washington, lui explique que l'important n'est pas « sa » vérité, mais de savoir qui est réellement utile à la société : un jeune homme brillant employeur de 2 000 personnes ou un noir sans éducation. Lizzie accepte de signer ce qu'on lui demande. La ville se déchaîne alors pour retrouver Sidney et le pendre et s'acharne contre la communauté noire, pendant un autre innocent bien que Lizzie leur crie qu'il n'a rien à voir dans cette histoire. Sidney vient chez Lizzie pour lui demander de l'aide et Lizzie, repoussant Fred qui tente sans vergogne de la séduire après l'avoir odieusement manipulée, profite d'un car de police pour emmener Sidney au poste et témoigner en sa faveur. 
Fred la traite de putain, Lizzie et Sidney échangent un sourire dans le fourgon.

## Fiche technique
- Titre : La P... respectueuse au générique, souvent mentionné comme La Putain respectueuse
- Réalisation et découpage technique : Charles Brabant, Marcello Pagliero, assisté de François Gir, Jean-Claude Lagneau
- Scénario : d'après la pièce de Jean-Paul Sartre (Éditions Nagel)
- Adaptation : Jacques-Laurent Bost, Alexandre Astruc
- Dialogues : Jean-Paul Sartre, Jacques-Laurent Bost
- Décors : Maurice Colasson, assisté de Jean Forestier et Roz
- Photographie : Eugène Schufftan
- Opérateur : Jacques Natteau, assisté de Mic (= Georges Micklachevsky), Pierre-Denis d'Ines
- Musique : Georges Auric - orchestre sous la direction de Jacques Météhen
- Montage : Monique Kirsanoff, assisté de Christiane Stengel, Armand Psenny
- Son : Tony Leenhardt
- Perchiste : Victor Revelly
- Son : Louis Bertone
- Maquillage : Janine Jarreau, assistée de Hugo Svoboda et Georges Gauchat
- Photographe de plateau : Robert Joffres
- Script-girl : Lucille Costa
- Ensemblier : Charles Merangel
- Accessoiriste : Morose et Dosnon
- Administrateur : Jean Solar
- Régisseur général : Philippe Senne assisté de Tonio Sune
- Régisseur extérieur : Roger Volpert - Trucages : LAX
- Tournage du 19 mars au 15 mai 1952 dans les studios Photosonor de Courbevoie
- Pays :  France
- Pellicule 35 mm, noir et blanc - système sonore Western Electric (C. Evangelou)
- Tirage : L.T.C Saint-Cloud
- Production : Les Films Agiman - Artès Films (France)
- Chef de production : Georges Agiman, Charles Brabant
- Directeur de production : Sacha Kamenka
- Distribution : Les Films Marceau
- Durée : 95 minutes
- Genre : Drame
- Première présentation le 08/10/1952 en France
- Visa d'exploitation : 12468
- Affiche : Roger Rojac (France)

## Distribution
- Schetting : Sidney
- Barbara Laage : Lizzie Mac-Kay, chanteuse et entraîneuse
- Ivan Desny : Fred Clarke, le fils du sénateur
- Walter Bryant : Teddy Barnes, le neveu du sénateur
- Marcel Herrand : le sénateur Edouard Clarke
- Yolande Laffon : Marie, la sœur du sénateur
- Marie Olivier : Annie, une copine de Lizzie
- André Valmy : Georges, le patron du club
- Jacques Hilling : l'ivrogne du night-club
- Louis de Funès : un client du night-club  (crédité De Funes)
- Jean Danet : un client du night-club
- Byron et O'Thella : les vedettes du club
- Grégoire Gromoff : un client du night-club
- Jacques Sandry
- Luc Andrieux : le barman
- François Joux : le journaliste TV (crédité Joux)
- Nicolas Vogel : un client du night-club
- Marcel Journet
- Georges Patrix (crédité Patrix)
- Bernard Farrel
- Roland Bailly
- Pierre Paulet (crédité Paulet)
- Jean Harold (crédité Harold)
- Grégoire Gromoff (crédité Gromoff)
- Frédéric Bart
- Jack Ary : un routier (non crédité)
- Robert Mercier : un homme au garage (non crédité)
- Jean Minisini : un homme au cabaret (non crédité)
- Gil Delamare : un homme au garage (non crédité)
- François Martin (non crédité)
- Darling Légitimus : une passagère du train (non créditée)
- Mary Grant (non créditée)
- Martin Lepage (non crédité)
- Charles Fawcett (non crédité)

## Récompenses
- Prix de la meilleure musique à Venise